# Sejm 1611

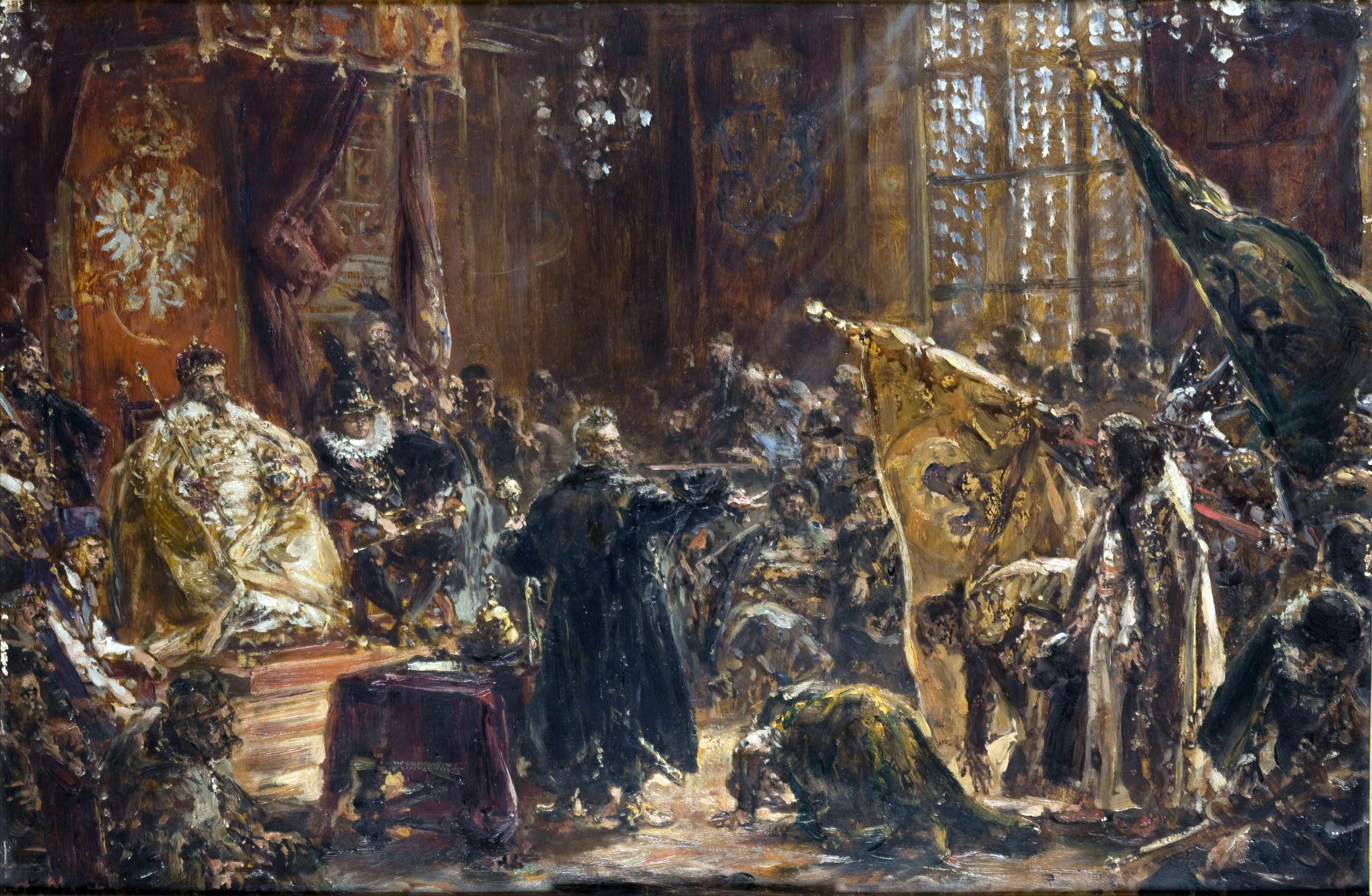
Hetman polny koronny Stanisław Żółkiewski przedstawia carów Szujskich na sejmie warszawskim 29 października 1611, obraz Jana Matejki.

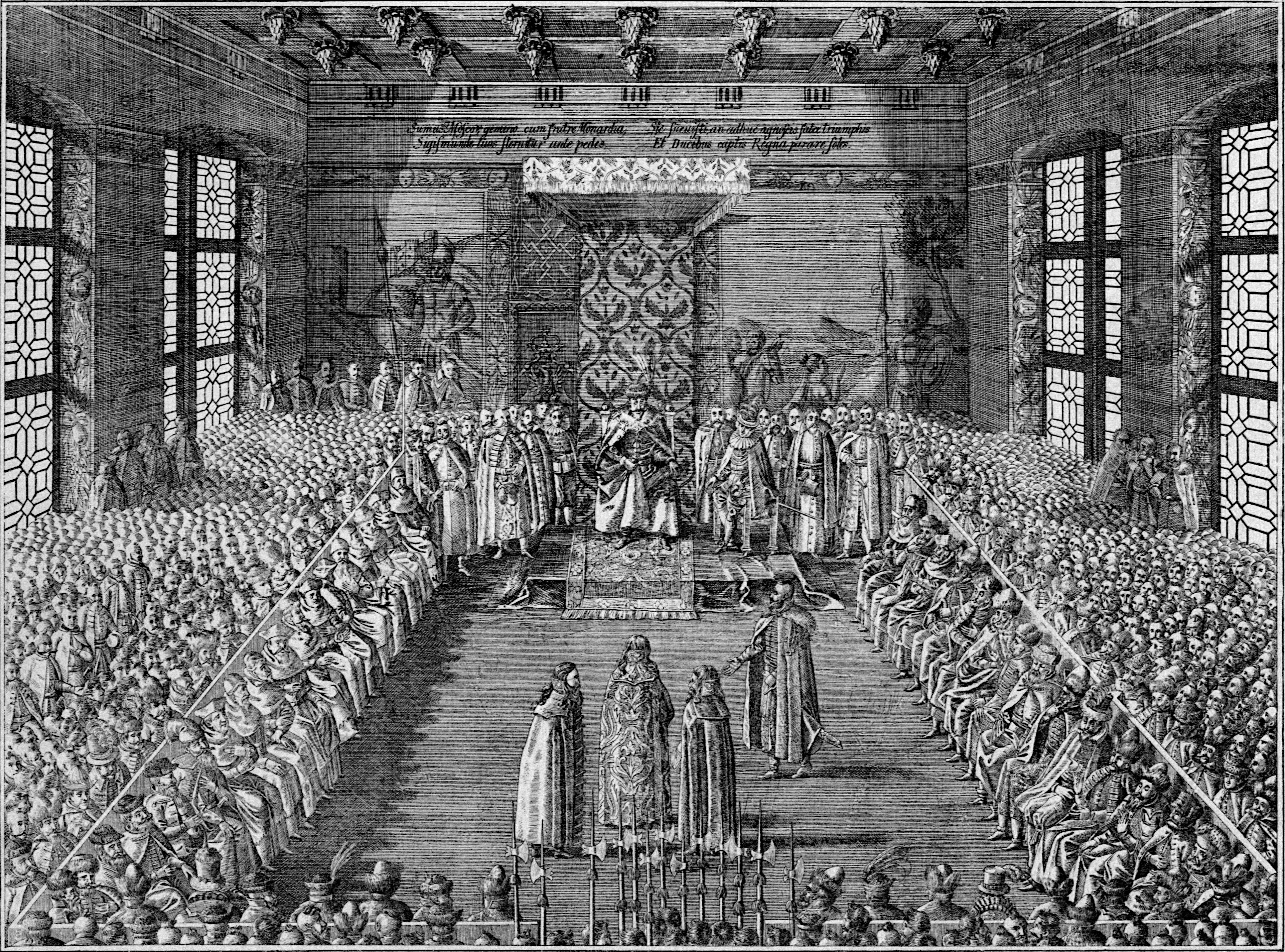
Stanisław Żółkiewski przedstawia królowi Zygmuntowi III i królewiczowi Władysławowi na sejmie 1611 r. pojmanych carów Szujskich, sztych Tomasza Makowskiego wg Tomasza Dolabelli

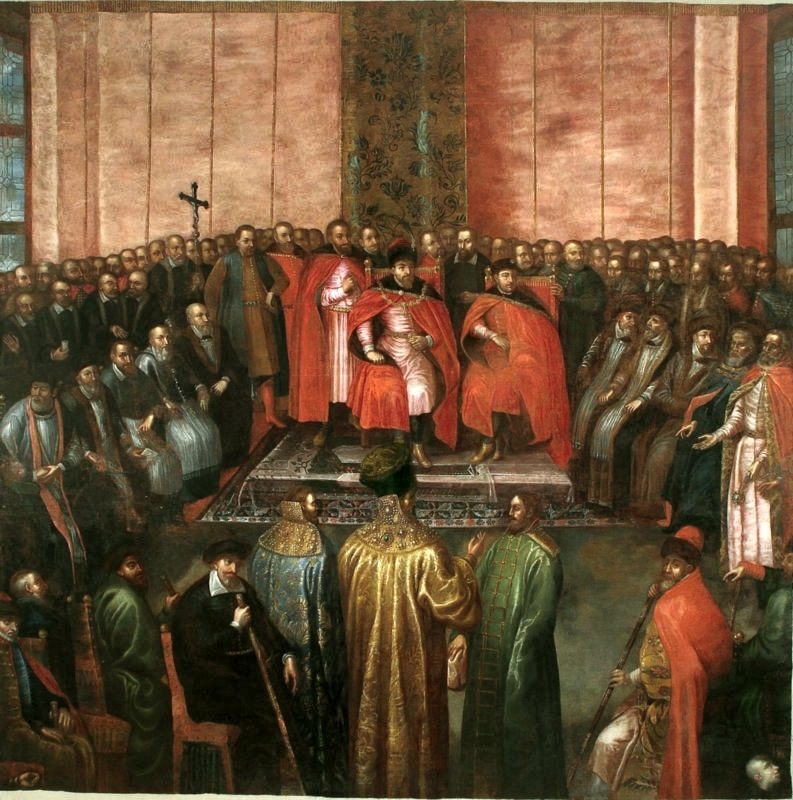
Stanisław Żółkiewski przedstawia królowi Zygmuntowi III i królewiczowi Władysławowi na sejmie 1611 r. pojmanych carów Szujskich, kopia wg Tomasza Dolabelli (?) z kolekcji w zamku w Podhorcach

Sejm 1611 – sejm zwyczajny I Rzeczypospolitej zwołany 12 czerwca 1611 roku do Warszawy.
Sejmiki przedsejmowe w województwach odbyły się w sierpniu i wrześniu 1611 roku. Marszałkiem sejmu obrano Jana Swoszowskiego pisarza lwowskiego. Obrady sejmu trwały od 26 września do 9 listopada 1611 roku.
Sejm zwołany dla rozpatrzenia spraw związanych z wojną polsko-rosyjską po odzyskaniu przez wojska Rzeczypospolitej Smoleńska z rąk moskiewskich.
Król Zygmunt III Waza zamierzał przeprowadzić na sejmie uchwałę o poborze oraz przekonać sejmujących do kontynuowania wojny, rozpoczętej bez pozwolenia poprzedniego sejmu. Sejm uchwalił podatki, niewystarczające na całkowite sfinansowanie wysiłku zbrojnego. Część z przyznanych kwot król odebrał jako zwrot poniesionych przez niego kosztów w trakcie oblężenia Smoleńska. Część oddano żołnierzom, którzy powrócili z wojny. Polska załoga Kremla moskiewskiego nie otrzymała pomocy finansowej. Podatkiem obciążono cła, zaś poborem chłopstwo i ubogą szlachtę niemającą poddanych.
W sprawie kontynuowania wojny uchwalono Poparcie wojny Moskiewskiej równocześnie ponawiając dotychczasowy zakaz rozpoczynania wojny bez zgody sejmu: "postanawiamy, że żadnymi wojski sąsiadom belle ofensiva inferre [wojny zaczepnej prowadzić] nie mamy, sine consensu et scitu omnium ordinum [bez zgody i uchwały wszech stanów]".
16 października na sejm przybyło poselstwo moskiewskie, prosząc o jak najszybsze przysłanie królewicza Władysława.
29 października hetman polny koronny Stanisław Żółkiewski odbył wjazd tryumfalny przez Krakowskie Przedmieście na Zamek Królewski, wiodąc ze sobą uwięzionych: cara rosyjskiego Wasyla IV Szujskiego, jego braci Dymitra i Iwana, Michaiła Szeina, patriarchę Filareta Romanowa.
Żółkiewski przedstawił ich Senatowi, podnosząc w swej przemowie zmienność szczęścia. Przed Zygmuntem III na tronie car Wasyl IV dotknął ziemi prawą ręką i ją ucałował, wódz wojsk moskiewskich Dymitr Szujski bił czołem o ziemię, a Iwan Szujski uczynił to trzykrotnie.